# سیارک ۹۳۵

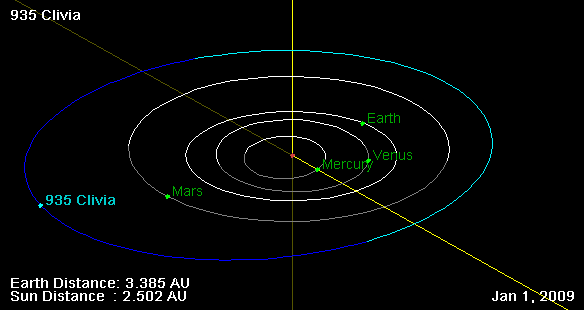
نمایی از محل قرارگیری سیارک ۹۳۵ در مدار – ۲۰۰۹

سیارک ۹۳۵ (به انگلیسی: 935 Clivia، نامگذاری:1920HM) نهصد و سی و پنجمین سیارک کشف شده‌است که در ۷ سپتامبر ۱۹۲۰ و در هایدلبرگ کشف شد.
قدر مطلق سیارک برابر ۱۲٫۹۰ است.